# Simões Filho
Simões Filho är en stad och kommun i östra Brasilien och ligger i delstaten Bahia. Staden är en förort till Salvador och hade år 2010 cirka 106 000 invånare. Kommunen bildades 1961.